# V煞 (漫畫)
《V怪客》（英語：V for Vendetta）是由艾倫·摩爾创作、大衛·洛伊德创作插图的圖像小说，DC漫画出版商Vertigo出版。剧情描绘了反乌托邦和后末日时代的20世纪90年代的英国，此前20世纪80年代的核战争毁灭了世界的大部分地区。新法西斯主义政党北方之火用集中营消灭对手，进而统治警察国家故事。漫画追随着其名义上的主角、戴着盖·福克斯面具的无政府主义革命者V。V精心策划了一场戏剧性的革命家活动，来谋杀他以前的俘虏——推翻政府并说服人们统治自己，同时鼓励一名年轻的女性艾薇·哈蒙德做他的得意门生。漫画以无政府主义与法西斯主义两种截然相反的政治意识形态的冲突为主轴，同时融入了作品发行的冷战时期的国际时事。截至2006年，漫画已在美国卖出50万本。
2006年，华纳兄弟影业发行改编自该作品的同名电影。

## 发行历史
| 册数                    | 章节                      | 《战士》连载期数 | DC出版日期 |
| ----------------------- | ------------------------- | ---------------- | ---------- |
| 1：《極權统治下的欧洲》 | 1: The Villain            | #1 1982/3        | #1 1988/9  |
| 1：《極權统治下的欧洲》 | 2: The Voice              | #2 1982/4        | #1 1988/9  |
| 1：《極權统治下的欧洲》 | 3: Victims                | #3 1982/7        | #1 1988/9  |
| 1：《極權统治下的欧洲》 | 4: Vaudeville             | #4 1982/7        | #1 1988/9  |
| 1：《極權统治下的欧洲》 | 5: Versions               | #5 1982/9        | #2 1988/10 |
| 1：《極權统治下的欧洲》 | 6: The Vision             | #6 1982/10       | #2 1988/10 |
| 1：《極權统治下的欧洲》 | 7: Virtue Victorious      | #7 1982/11       | #2 1988/10 |
| 1：《極權统治下的欧洲》 | 8: The Valley             | #8 1982/12       | #2 1988/10 |
| 1：《極權统治下的欧洲》 | 9: Violence               | #9 1983/1        | #3 1988/11 |
| 1：《極權统治下的欧洲》 | 10: Venom                 | #10 1983/4       | #3 1988/11 |
| 1：《極權统治下的欧洲》 | 11: The Vortex            | #11 1983/7       | #3 1988/11 |
| 2：《惡毒的卡巴萊》     | 序章                      | #12 1983/8       | #4 1988/12 |
| 2：《惡毒的卡巴萊》     | 1: The Vanishing          | #13 1983/9       | #4 1988/12 |
| 2：《惡毒的卡巴萊》     | 2: The Veil               | #14 1983/10      | #4 1988/12 |
| 2：《惡毒的卡巴萊》     | 3: Video                  | #15 1983/11      | #4 1988/12 |
| 2：《惡毒的卡巴萊》     | 4: A Vocational Viewpoint | #16 1983/12      | #5 1988/12 |
| 2：《惡毒的卡巴萊》     | 5: The Vacation           | #18 1984/4       | #5 1988/12 |
| 2：《惡毒的卡巴萊》     | 6: Variety                | #19 1984/6       | #5 1988/12 |
| 2：《惡毒的卡巴萊》     | 7: Visitors               | #21 1984/8       | #5 1988/12 |
| 2：《惡毒的卡巴萊》     | 8: Vengeance              | #22 1984/9       | #6 1988/12 |
| 2：《惡毒的卡巴萊》     | 9: Vicissitude            | #23 1984/10      | #6 1988/12 |
| 2：《惡毒的卡巴萊》     | 10: Vermin                | #24 1984/11      | #6 1988/12 |
| 2：《惡毒的卡巴萊》     | 11: Valerie               | #25 1984/12      | #6 1988/12 |
| 2：《惡毒的卡巴萊》     | 12: The Verdict           | #26 1985/2       | #7 1989/1  |
| 2：《惡毒的卡巴萊》     | 13: Values                | #27 （未出版）   | #7 1989/1  |
| 2：《惡毒的卡巴萊》     | 14: Vignettes             | #28 （未出版）   | #7 1989/1  |
| 3：《隨心所欲之國》     | Prologue                  | —                | #8 1989/2  |
| 3：《隨心所欲之國》     | 1: Vox Populi             | —                | #8 1989/2  |
| 3：《隨心所欲之國》     | 2: Verwirrung             | —                | #8 1989/2  |
| 3：《隨心所欲之國》     | 3: Various Valentines     | —                | #8 1989/2  |
| 3：《隨心所欲之國》     | 4: Vestiges               | —                | #9 1989/3  |
| 3：《隨心所欲之國》     | V: The Valediction        | —                | #9 1989/3  |
| 3：《隨心所欲之國》     | 6: Vectors                | —                | #9 1989/3  |
| 3：《隨心所欲之國》     | 7: Vindication            | —                | #9 1989/3  |
| 3：《隨心所欲之國》     | 8: Vultures               | —                | #10 1989/5 |
| 3：《隨心所欲之國》     | 9: The Vigil              | —                | #10 1989/5 |
| 3：《隨心所欲之國》     | 10: The Volcano           | —                | #10 1989/5 |
| 3：《隨心所欲之國》     | 11: Valhalla              | —                | #10 1989/5 |
| 注释 1. 2. 3. 4. 5.     |                           |                  |            |

漫画最初以黑白形式于1982年1985年在Quality Communications出版的英国漫画连载杂志《战士》，是当时杂志最流行的作品。杂志编辑德兹·斯金表示：“如果给每个角色打造独立的作品，这种失败的处理手法必定会掩盖（作品本身）的成功，毫不妥协的《V字仇杀队》可能会是首当其冲的受害者。然而每期只刊载五六个作品，一般（读者）只需要喜欢其中两三个作品，就可以找到购买这本杂志的正当理由。”
1985年，《战士》杂志正式停刊（两本已经完成的期刊没有发行），部分公司尝试说服摩尔和劳埃德将故事完成，交由他们发行。1988年，DC漫画给已在《武士》杂志发行的作品重新上色，制作了涵盖10期连载内容的单行本，之后继续完成系列的发行。全新内容于第7期杂志发行，包括原定于第27、28期《战士》杂志公布的内容。托尼·韦尔绘制了《Vincent》章节，并增加了《Valerie》和《The Vacation》的画格内容；史蒂夫·惠特克和西奥布汉·多兹（Siobhan Dodds）为整个系列填色。
作品的全部内容后来以平装（ISBN 0-446-39190-5）及精装（ISBN 1-4012-0792-8）形式发行，包含摩尔的编后话《假面美容的背后故事》（"Behind the Painted Smile"）以及连接不同册的两个“间奏”。之后美国DC漫画旗下的Vertigo（ISBN 0-930289-52-8）及英国的巨人书业（ISBN 1-85286-291-2）分别再版发行了漫画平装本。2005年发行的全新精装本改善了印刷及填色。2009年8月，DC发行带封套的《DC漫画绝对版》（ISBN 1-4012-2361-3），其中收录了全新上色、从未公布的原连载版“手稿”页面（不含对白的全页面）。

## 剧情

### 第一册：極權统治下的欧洲
1997年篝火之夜，落魄的16岁花季少女艾薇·哈蒙德引诱一名男子跟她做性交易，实际上这名男子是秘密警察部门“指部”（The Finger）的成员。就在哈蒙德快被警察奸杀时，被行踪隐秘、头戴面具的无政府主义者V及时出手相救。V带艾薇去看他遥控引爆英国议会大厦，之后又带她去他放满了违禁品的地下巢穴“魅影画廊”（Shadow Gallery）。艾薇向V吐露她的身世，以及英国最近发生的事情。1980年代末，苏联和美国就波兰问题发生冲突，时任美国总统泰德·肯尼迪悍然发动全球核战争，将欧洲大陆和非洲彻底变成不毛之地。尽管英国因为执政的工党政府决定运走美国在当地部署的核武器而免遭一劫，却无法躲避核冬天造成的环境恶化和大饥荒。艾薇的母亲就死在之后的无政府乱局中。后来剩下的法人团体和法西斯主义者组建法西斯政黨北方之火，並建立了新政權。艾薇的父亲因曾是社会主义者，被当局逮捕。
与此同时，由退休警艾瑞克·芬奇（Eric Finch）掌管的秘密警察常设部门“鼻部”（the Nose）着手调查V的恐怖活动。芬奇经常和其他北方之火情报部门联系，包括德里克·阿蒙德（Derek Almond）领导的“指部”（the Finger）及由沉迷于政府的“命运”（Fate）超级计算机系统、隐居避世的领导人亚当·苏山领导的“头部”（the Head）。芬奇接手的案件变得更加棘手：V后来绑架了政府电台的名主持人路易斯·普罗特罗（Lewis Prothero），带他重温在“安置”营擔任指挥官时对被囚禁的营地儿童（V用他珍藏的洋娃娃假扮）所做的种种恶行，直接将他逼疯。为了配合V暗杀下一个目标，艾薇同意打扮成童妓，潜入有恋童怪癖的牧师安东尼·利利曼主教（Bishop Anthony Lilliman）。V迫使他吞下附有圣体的毒华夫饼，让他自杀。V之后准备暗杀芬奇的情人、医学研究院迪莉娅·萨里奇博士（Dr. Delia Surridge）。芬奇很快便发现V三个目标之间的联系，那就是他们都曾在拉克希爾（Larkhill）“安置营”工作。当晚，V杀了阿蒙德和萨里奇，但让萨里奇留下一本日记，上面写有曾是安置营囚犯、萨里奇残酷医学实验的受害者的V纵火焚烧安置营，趁机逃跑的过往，指V正在清算以前在营地犯下罪行的人员。芬奇将这些发现报告给苏山，他怀疑V利用这些仇杀案掩盖规模更大的恐怖袭击。

### 第二册：惡毒的卡巴萊
四个月后，V闯入罗杰·达斯科姆（Roger Dascombe）领导的北方之火宣传部“喉舌部”（the Mouth）大楼约旦塔（Jordan Tower），发表电视演讲，要求民众反抗政府。V用精神设计的手段逃跑，期间杀了达斯科姆。芬奇之后去找“指部”的新头头彼得·克里迪（Peter Creedy），在克里迪的挑衅下，芬奇暴打他一顿，使他休假养病。这个时候，艾薇过上了自己的生命，开始与年长的男子戈登交往。艾薇和戈登与丈夫德雷克不久前遇害的寡妇萝丝·阿蒙德（Rose Almond）擦身而过。德雷克死后，萝丝与达斯科姆勉强展开了一场恋爱。但是现在，由于曾爱过的两位男人都被谋杀，加上被迫出演令人沮丧的滑稽剧，萝丝对政府的不满与日俱增。
苏格兰黑帮艾利·哈珀（Ally Harper）杀害戈登后，复仇心切的艾薇闯入哈珀和克雷迪的会议，当时克雷迪正打算售卖哈珀的手下，策划政变。艾薇想开枪打伤哈珀，但被意外绑架囚禁。经过严刑拷打，艾薇在牢房中找一封隐藏的旧信件。信是因同性恋被关押女电影演员瓦莱丽·佩吉（Valerie Page）留下的。
审讯艾薇的人最终给了她要么合作要么死的选择。在瓦莱丽的启发下，艾薇拒绝合作，做好了被处决的准备，岂料审讯者说会放了她。艾薇非常惊讶，发现自己所住的牢房其实是V设计的一个骗局，好让她经历在拉克山磨练他的磨难。V解释，瓦莱丽的确是拉克山的囚犯，她当时死在隔壁牢房，信确实是她的手笔。艾薇原谅了V，此时V已经黑入政府的“命运”超算系统，开始用心智游戏从情感层面操纵亚当·苏珊。然而已经对超算系统产生诡异爱慕的苏珊开始变得疯狂。

### 第三册：随心所欲之國
时间来到了1998年11月5日，V炸掉电信塔和乔丹塔，杀死了“耳部”的领导布莱恩·埃瑟里奇（Brian Etheridge），直接瘫痪了“眼部”、“耳部”和“口部”三个政府部门。克雷迪的手下和哈珀联系的街头混混残酷镇压公众热情的革命浪潮。V告诉艾薇，他还没有达成所谓的“随心所欲之地”，即虚构的无政府状态社会，认为目前的混乱状态是“各取所需之地”的临时状态。芬奇神秘失踪，他的年轻副手多米尼克·斯通（Dominic Stone）一天发现V一直在影响“命运”超算系统，这解释了V始终如一的远见是从何而来的。与此同时，芬奇已经来到被荒废的拉克山，他吸食迷幻剂，回想起自己过去的惨痛回忆，将思想代入V等拉希尔囚犯的身上，帮助他直观理解V的经历。回到伦敦，芬奇路过伦敦维多利亚车站，恍惚中感覺V就在车站中。
芬奇走進廢棄車站，撞見了一直在等他的V。芬奇开枪打伤V，V則僅用匕首捅了芬奇肩膀。V表示他始终有一个信念，那就是“思想是可以抵抗子弹的”。尽管如此，V依然身负重伤，回到暗影画廊时伤势加重，最终死在艾薇怀里。艾薇本想摘下V的面具，但又认为V不再是一个身份，而是一个标志，所以决定不摘。她继承了V的身份，穿上了V剩下来的一套服装。芬奇看到V留下大量的血液，并推断出V受到了致命伤。与此同时，克里迪一直在向苏珊施加压力，希望苏珊露面。果不其然，苏珊在游行中停下来跟萝丝握手时，萝丝一枪爆了苏珊的头，成功完成为死去丈夫复仇的使命。萝丝被捕后，克雷蒂紧急继任大位，芬奇从地铁里出来，宣告V的死亡。
在迷幻药的作用下，芬奇良心发现，离开了“鼻部”。陷入权力争夺战的领导们全部吃下了恶果：哈珀背叛了克雷迪，并以“眼部”领导康拉德·海耶（Conrad Heyer，海耶对他的忠诚超过克雷迪）妻子海伦·海耶尔（Helen Heyer）的名义杀死了克雷迪；而康拉德后来发现妻子海伦与哈珀有染，哈珀和康拉德陷入打斗，最终同歸於盡。
由于公众不知道最高领导人们的命运，斯通负责向前线部署警察部队，确保在V仍然活着的情况下遏制暴动，并承诺发表公开声明。打扮成V的艾薇来到人群中，宣布第二天大家一起拆掉唐宁街10号，告诉人们他们必须“选择以后的道路，要么过你们自己的生活，要么回到循环中”，从而挑起了一场大规模叛乱。艾薇用一辆载有V尸体和炸藥的伦敦地铁车厢毀了唐宁街10号，完成了一场爆炸性的维京式葬礼。艾薇绑架了斯通，显然是要训练他为继任者。书的最后，芬奇静静地凝望着城市的混乱，沿着一条灯火都熄灭的废弃高速公路走去。

### 北方之火政府
| 部门 | 头部             | 眼部        | 耳部                   | 鼻部                | 指部                | 口部          |
| ---- | ---------------- | ----------- | ---------------------- | ------------------- | ------------------- | ------------- |
| 职能 | 領袖             | 监視        | 監聽                   | 调查 （新苏格兰场） | 执法 （秘密警察）   | 政治宣传      |
| 领导 | 亚当·詹姆斯·苏山 | 康拉德·海耶 | 布莱恩·“邦尼”·埃瑟里奇 | 艾瑞克·芬奇         | 德里克·阿蒙德       | 罗杰·达斯科姆 |
| 领导 | 亚当·詹姆斯·苏山 | 康拉德·海耶 | 布莱恩·“邦尼”·埃瑟里奇 | 艾瑞克·芬奇         | 彼得·克里迪         | 罗杰·达斯科姆 |
| 配手 | “命运”超算系统   | 海伦·海耶尔 | 埃瑟里奇女士           | 迪莉娅·安妮·萨里奇  | 罗斯玛丽·阿蒙德     | —             |
| 死亡 | 第3册第7章       | 第3册第10章 | 第3册序章              | —                   | 阿蒙德：第1册第10章 | 第2册第4章    |
| 死亡 | 第3册第7章       | 第3册第10章 | 第3册序章              | —                   | 克雷迪：第3册第8章  | 第2册第4章    |

注释
1. ↑  “命运”的云音由嘴部指定前拉克山安置营指挥官路易斯·普罗特罗广播，后来普罗特罗在第1册第5章被V彻底逼疯。
2. 1 2  被罗斯玛丽枪杀。
3. 1 2  与苏格兰黑帮头头艾利·哈珀打架后，流血而死。
4. 1 2  在电信塔爆炸事故中身亡。
5. ↑  芬奇在和彼得·克雷迪吵架时被打伤，被迫休假养病，由多米尼克·斯通代理职务。
6. 1 2  在萨里奇公寓与V对质时刺死。
7. 1 2  被秘密警察作为诱饵射杀。
8. ↑  苏山死后，克雷迪临时升任紧急指挥官。
9. 1 2  被艾利·哈珀用直剃刀杀死。
10. ↑  见第1册第5章。
11. ↑  第3册第11章结尾被芬奇抛弃给“疯子”。
12. ↑  拉克山医疗研究员，第1册第10章被V毒杀。
13. ↑  达斯科姆向守寡的罗斯玛丽·阿蒙德施加压力，两人随即发生关系。

## 改编作品
2005年，华纳兄弟发行了改编自漫画的同名电影。

## 影响

### 盖·福克斯面具

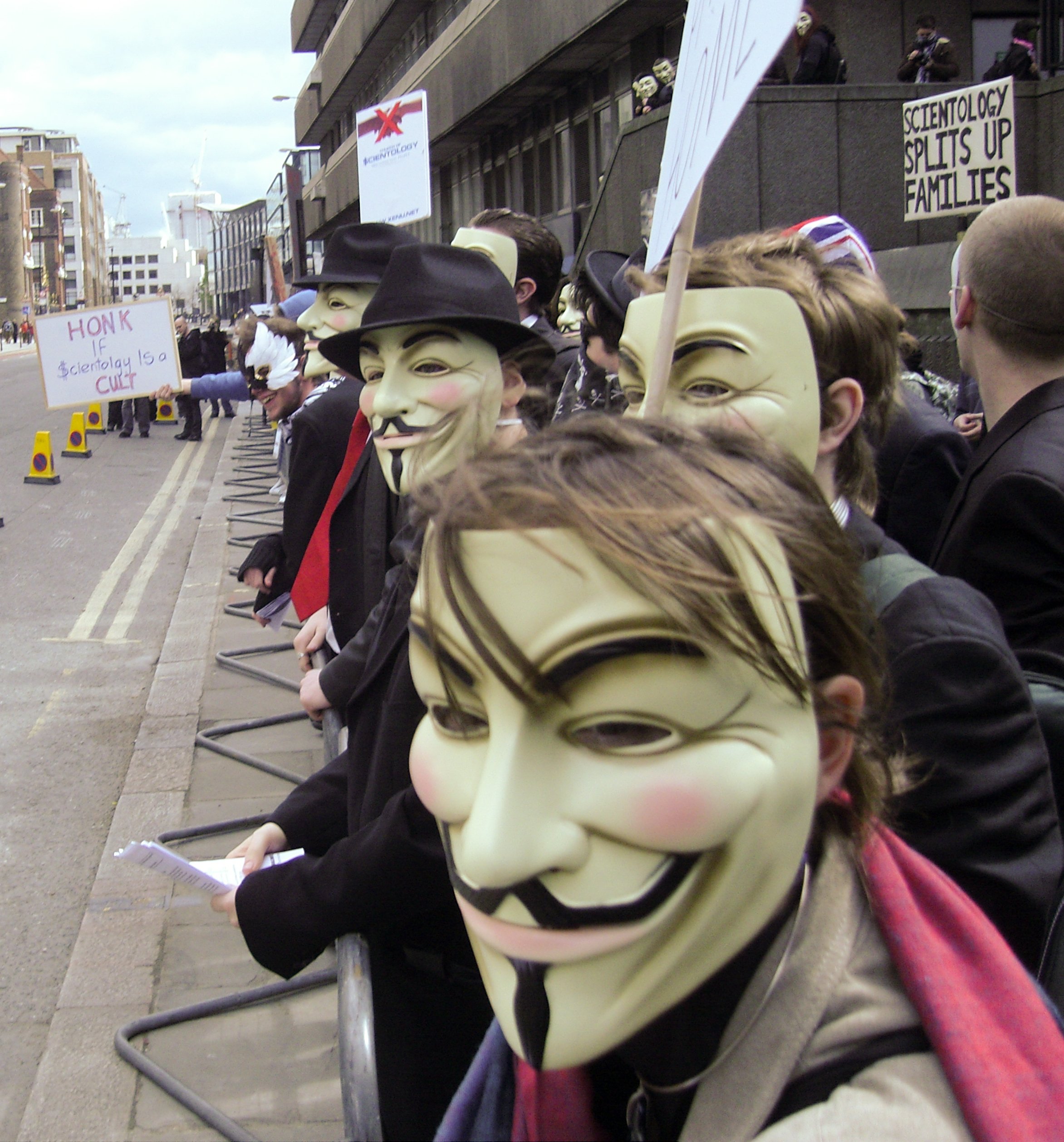
头戴盖·福克斯面具的示威者在Chanology行动中抗议山达基教会，摄于2008年的伦敦。

影片上映后，书及影片中出现的蓋·福克斯面具每年都卖出数千份。持有影片版权时代华纳斥资销售官方正版面具。
蓋・福克斯面具已经成为了公认的反政权标志，曾出现在许多反政府示威活动亮相，包括2008年抗议山达基教会的Chanology行动、2011年埃及革命、占领华尔街等占领运动、香港雨伞革命及反修例运动。

### 评价
1999年2月的《漫画月刊》（The Comic Journal）将作品列入“20世纪百大英语漫画”榜单的第83位。
2019年11月5日，BBC新闻将漫画列入百大最具影响力小说榜单